# Grace Fulton
 (janvier 2021).
Si vous disposez d'ouvrages ou d'articles de référence ou si vous connaissez des sites web de qualité traitant du thème abordé ici, merci de compléter l'article en donnant les références utiles à sa vérifiabilité et en les liant à la section « Notes et références ».
Pour les articles homonymes, voir Fulton.
Grace Caroline Fulton, née le 17 juillet 1996, est une actrice et danseuse américaine.

## Biographie
Grace Fulton est née aux États-Unis le 17 juillet 1996. Sa famille est connue pour certains rôles télévisuels et cinématographiques, son grand-frère Soren est apparu dans des rôles mineurs à la télévision et au cinéma entre 2000 et 2014. Sa tante est l’actrice Joan Shawlee, connue pour son rôle de Sweet Sue dans le film datant de 1959 Certains l'aiment chaud.
Lors de son enfance et son adolescence, elle s’est entraînée en tant que danseuse dans l’espoir de se professionnaliser. En 2011, elle a passé un été à The Royal Ballet pour s’entrainer dans cette voie. En 2014, elle a poursuivi une session d’entrainement intensif à la Royal Academy of Dramatic Arts. Elle se professionnalise par la suite dans une carrière d’actrice.
En tant qu’actrice elle est connue pour ses rôles à la télévision, tel que la jeune Melinda Gordon dans Ghost Whisperer, la jeune Haley Farrell dans Bones et la jeune Natalie Wood dans Le Mystère de Natalie Wood. Ainsi que pour ses rôles au cinéma entre autres Carol dans Annabelle 2 : La Création du mal et Mary Bromfield dans Shazam!.

## Filmographie

### Cinéma
- 2007 : Badland : Celina Rice
- 2014 : Journey to Abaddon : Willow
- 2017 : Painted Horses : Paige
- 2017 : Annabelle 2 : La Création du mal : Carol
- 2019 : Shazam! : Mary Bromfield
- 2022 : Fall de Scott Mann : Becky
- 2023 : Shazam! La Rage des Dieux de David F. Sandberg : Mary Bromfield

### Télévision
- 2001 : That's Life : Lydia à 4 ans
- 2001 : JAG : Katelyn Maat
- 2002 : Home of the Brave : Sydney Briggs
- 2004 : The Mystery of Natalie Wood : jeune Natalie Wood
- 2004 : Back When We Were Grownups : jeune Biddy
- 2005–2007 : Ghost Whisperer : jeune Melinda Gordon
- 2006 : Bones : Haley Farre
- 2008 : Our First Christmas : Lily
- 2012–2013 : Revenge : jeune Victoria Grayson
- 2016 : Awkward : Boots